# Metodo IPA
L'IPA (Issue Position Argument) è un protocollo di argomentazione, elaborato all'Università di Berkeley (Usa) negli anni ottanta, finalizzato a rappresentare discussioni complesse in forma ipertestuale, attraverso strumenti come i wiki. Esso realizza un "albero della discussione" che associa argomentazioni multiple, pro o contro, relative ad un tema. In un wiki, il tema (issue), la posizione (position) e l'argomentazione (argument) possono essere organizzati su livelli di intestazione grafica diversi per facilitare 
la navigazione. 
- Tema
  - Posizione A
    - Argomentazione Pro
    - Argomentazione Contro

  - Posizione B
    - Argomentazione Pro
    - Argomentazione Contro

Il metodo IPA incoraggia o chiede ai partecipanti ad una discussione di:
- definire in modo chiaro un tema in modo neutrale (NPOV, ovvero il metodo adottato da Wikipedia).
- separare il tema dalle posizioni che ogni partecipante o fazione assume in merito al tema
- permettere lo svilupparsi di posizioni multiple rispetto ad un tema
- sviluppare argomentazioni in supporto (pro) o avverse (contro) ad una determinata posizione

Dato che la posizione (o "soluzione") è proposta in modo separato dal tema, coloro che non vogliono assumere una data posizione hanno l'opzione di assumerne una differente, pur però condividendo con i proponenti della posizione avversa la natura del problema. 
Il metodo IPA supporta una costruzione consensuale del dibattito in quanto è finalizzato ad ottenere prima una adesione sulla definizione dei temi e sulla terminologia comune, senza richiedere una adesione alle posizioni che possono poi essere dibattute nel merito. Esso serve anche ad evitare un falso consenso, in quanto facilita l'emergere di multiple posizioni rispetto ad un tema dato.